# Succo di mirtillo
Il succo di mirtillo è un succo di frutta che si ottiene dalla spremitura della polpa di mirtilli. Da un mirtillo si ottengono in media 0.091 grammi di succo e quando viene spremuto fresco, il succo presenta un sapore acidulo ed un colore viola intenso.
Il succo di mirtillo contiene discrete quantità di acidi organici (citrico, malico, etc.), zuccheri, pectine, tannini, mirtillina (glucoside colorante), antocianine, vitamina A e C e, in quantità minore, vitamina B. Si sottolinea l'influenza favorevole delle antocianine sui capillari della retina e su tutti gli altri capillari in generale.